# Layous
Der Layous ist ein kleiner Fluss in Frankreich, der im Département Pyrénées-Atlantiques in der Region Nouvelle-Aquitaine verläuft. Er entspringt im südlichen Gemeindegebiet von Lucq-de-Béarn, entwässert generell in nordwestlicher Richtung durch die historische Provinz Béarn und mündet nach rund 17 Kilometern im Gemeindegebiet von Jasses als rechter Nebenfluss in den Gave d’Oloron.

## Orte am Fluss
(Reihenfolge in Fließrichtung)
- Saint-Martin, Gemeinde Lucq-de-Béarn
- Lucq-de-Béarn
- Labarthe, Gemeinde Lucq-de-Béarn
- Campistron, Gemeinde Préchacq-Navarrenx
- Lay-Lamidou
- Saint-Saudens, Gemeinde Dognen
- Jasses